# 大約三十個謊言
《大約三十個謊言》（日语：約三十の嘘）改編自土田英生的同名舞臺劇，電影劇本由土田英生本人和《Jose与虎鱼们》的編劇渡邊綾合作完成。
本片是第17回東京國際電影節特別招待作品。

## 劇情大綱
「要圓一個大謊言，大約要再說上三十個謊言」
在大阪開往札幌的豪華車廂里，聚集了一個消聲匿跡了三年的詐騙團伙：江湖上赫赫有名的前首領志方、冷艷美女寶田、年輕的佐佐木、新首領久津內，加上慕志方之名而由寶田帶來新入伙的橫山，與及在京都登車，三年前因事離隊失蹤的今井，這六名欺詐師計劃再幹一票——到札幌販賣假羽毛被。結果，成功大賺了七千萬。
這個團隊內裡並不和諧：志方、寶田曾為一對，先有佐佐木的介入，散伙後一別三年，又加入了一個橫山，四角關係複雜尷尬。另一方面，寶田一直將三年前散伙的責任歸咎於今井，對其充滿敵意。而久津內卻因鍾情於今井，處處袒護。佐佐木因著寶田的關係，一方面將散伙歸罪於志方領導無方，一方面又對橫山刻意留難。本來因為仰慕志方大名而入伙的橫山，見面後發覺志方萎靡不振，心中漸生鄙夷。而久津內、今井、橫山三人之間，竟又鬧出個三角關係來。
六個關係錯縱複雜的欺詐師，帶著一個載了七千萬贓款的行李箱，原路而回。這一程火車沿途雜事紛陳，一宿過後，眾人發現滿箱現鈔竟被換成一箱土豆！到底是誰偷換了錢箱？哪個在說謊？哪句是謊言？誰還可以信任？什么才是真實？這個曾經散伙的詐騙團會否再次不歡而散？
六個詐欺師，就這樣各自盤算、各懷鬼胎地繼續著這旅程……

## 主要演員
- 志方 大介 - 椎名桔平
- 寶田 真智子 - 中谷美紀
- 佐佐木 健二 - 妻夫木聰
- 久津內 守 - 田邊誠一
- 橫山 宏紀 - 八島智人
- 今井 優子 - 伴杏里

## 外部連結
- 電影官方網站（页面存档备份，存于）